# Saint-Gervais-la-Forêt
Saint-Gervais-la-Forêt é uma comuna francesa na região administrativa do Centro, no departamento Loir-et-Cher. Estende-se por uma área de 8,98 km². Em 2010 a comuna tinha 3 277 habitantes (densidade: 364,9 hab./km²).